# Heinz Emigholz
Heinz Emigholz (Costanza, 22 gennaio 1948) è un regista, documentarista, direttore della fotografia e sceneggiatore tedesco.

## Biografia
Dopo la formazione da disegnatore, si è avvicinato al documentario nei primi anni '70, imponendosi rapidamente come uno dei maggiori registi di documentari d'avanguardia della corrente strutturalista in Germania Ovest. Tra le caratteristiche principali del suo stile, il rifiuto di voce narrante, il rifiuto di piani sequenza, l'interesse per il paesaggio, lo spazio e la prospettiva. Tra le opere maggiori, le serie di documentari Architektur als Autobiografie (Architettura come autobiografia) e Photographie und jenseits (Fotografia e oltre).
Anche attore e scrittore, dal 1993 insegna cinema sperimentale all'Universität der Künste Berlin.

## Filmografia
- Schenec-Tady I - cortometraggio (1973)
- Arrowplane - cortometraggio (1974)
- Tide - cortometraggio (1975)
- Schenec-Tady II - cortometraggio (1975)
- Brooklyn Bathroom Piece - cortometraggio (1975)
- Stair Piece - cortometraggio (1975)
- Schenec-Tady III - cortometraggio (1976)
- Hotel - cortometraggio (1976)
- Schuhstück - cortometraggio (1976)
- Wandsbek Gartenstück - cortometraggio (1976)
- Demon - cortometraggio (1977)
- Normalsatz (1982)
- The Basis of Make-Up I - cortometraggio (1983)
- Die Basis des Make-Up (1985)
- Die Wiese der Sachen (1988)
- Der zynische Körper (1991)
- 2000: Maillart's Bridges
- 2000: Sullivan's Banks
- 2001: Miscellanea I
- 2001: Miscellanea II
- 2001: The Basis of Make-up II
- 2003: Goff in the Desert
- 2005: D'Annunzio's Cave
- 2005: Miscellanea III
- 2005: The Basis of Make-up III
- 2007: Schindler's Houses
- 2008: Loos Ornamental
- 2008: Ornament and Crime
- 2009: Two Projects by Frederick Kiesler
- 2009: Sense of Architecture
- 2010: A Series of Thoughts (Miscellanea IV-VII)
- 2012: Parabeton - Pier Luigi Nervi and Roman Concrete
- 2012: Perret in France and Algeria
- 2013: Two Museums
- 2014: The Airstrip - Decampment of Modernism, Part III
- 2015: Le Corbusier [IIIII] Asher Jorn [Relief]
- 2017: Bickels [Socialism]
- 2017: Dieste [Uruguay]
- 2017: Streetscapes [Dialogue]
- 2017: 2+2=22 [The Alphabet]
- 2018: Two Basilicas
- 2019: Years of Construction
- 2020: The Last City
- 2020: The Lobby